# Hegyközpályi
Hegyközpályi (románul: Paleu) település Romániában, Bihar megyében.

## Fekvése
Bihar megyében, Nagyváradtól északra, Hegyközcsatár és Hegyközszáldobágy közt, a Kösmő patak mellett fekvő település.

## Története
Hegyközpályi neve már a XIII. században szerepelt a püspöki tizedjegyzékben. Neve egykor Felpályi volt.
A település története Nagyvárad (Várad) közelsége miatt annak sorsával közös volt.
1686-ban Hegyközpályit az elpusztult falvak között tartották számon.
I. Lipót király a pusztává lett falut szikszai Kiss Péternek adományozta. Később az ő utódai népesítettél újra a települést.
1800-as évek elején a község földesurai szikszai Kiss Péter örökösei voltak, majd a későbbiekben az Ilosvay, Szilágyi, Lévai, Paksy és Bay család volt itt birtokos.
A 20. század elején Hornyánszky Pál volt Hegyközpályi birtokosa.
1910-ben 820 lakosából 815 magyar, 3 román, 2 egyéb nemzetiségű volt.
A település régi helynevei közül a XX. század elején még ismert volt a Vajda-szállás, Gara-oldal, Piskivölgy, Bánkút, Ladamérkút dűlők neve is.
Hegyközpályi határába esett régen Macsmolna nevű mára már elpusztult település is, mely már a XIII. században a váradi püspökség birtoka volt.

## Nevezetességek
- Református templomának egy része még az ősi templomból maradt fenn. Tornyát 1809-ben építették hozzá.

## Testvérváros
Göd